# Ulrich Weisser
Ulrich Weisser (* 20. September 1938 in Aurich; † 20. April 2013 in Bonn) war ein deutscher  Vizeadmiral und Autor von Werken zur Sicherheitspolitik.

## Leben
Weisser trat 1958 in die Bundesmarine ein. Nach seiner Ausbildung wurde er Wachoffizier und anschließend Kommandant eines Minensuchboots und später Inspektionschef. Von 1971 bis 1973 wurde er an der Führungsakademie der Bundeswehr in Hamburg zum Admiralstabsoffizier ausgebildet.

## Dienst als Stabsoffizier
Anschließend wurde er Referent im Führungsstab der Streitkräfte und im Planungsstab des Bundesministers der Verteidigung.
Als Kapitän zur See war er von 1979 bis 1982 Verbindungsoffizier beim Supreme Allied Commander Atlantic (SACLANT). Anschließend war er bis 1984 Gruppenleiter 23 im Bundeskanzleramt unter den Bundeskanzlern Helmut Schmidt und Helmut Kohl. Anschließend wurde er Fachgruppenleiter Sicherheitspolitik und Streitkräfte an der Führungsakademie der Bundeswehr und 1987 Referatsleiter für Streitkräfteplanung im Führungsstab der Streitkräfte. 1991 ging er zu einem Studienaufenthalt bei der RAND Corporation nach Santa Monica/USA.

## Dienst als Admiral
Am 1. April 1992 wurde Weisser unter Beförderung zum Flottillenadmiral Chef des Stabes und Stellvertreter des Deutschen Vertreters im NATO-Militärausschuss in Brüssel. Bereits am 1. September 1992 wurde er von Verteidigungsminister Volker Rühe unter Beförderung zum Vizeadmiral Leiter des Planungsstabs des Bundesministers der Verteidigung, was er bis zu seiner Pensionierung am 30. November 1998 blieb. Bei seiner Beförderung vom Flottillenadmiral zum Vizeadmiral wurde der Dienstgrad des Konteradmirals übersprungen – eine seltene sogenannte Sprungbeförderung, die einige Aufmerksamkeit erregte.

## Auszeichnungen
- Verdienstkreuz 1. Klasse des Verdienstordens der Bundesrepublik Deutschland
- Ehrenkreuz der Bundeswehr in Gold
- Großes Kommandeurskreuz mit Stern des Verdienstordens der Republik Polen
- Offizier der Ehrenlegion
- Großkreuz des spanischen Marineverdienstordens mit Stern und Schulterband
- Großoffizierskreuz mit Stern des Verdienstordens der Italienischen Republik[5]

## Werke
- Strategie als Berufung. Gedanken und Erinnerungen zwischen Militär und Politik. Bouvier Verlag, Bonn 2011, ISBN 978-3-416-03325-1.
- Strategie im Umbruch. Europas Sicherheit und die Supermächte. Busse Seewald, Herford 1987, ISBN 3-512-00773-2.
- NATO ohne Feindbild. Konturen einer europäischen Sicherheitspolitik. Bouvier, Bonn und Berlin 1992, ISBN 3-416-02383-8.
- Sicherheit für ganz Europa. Die Atlantische Allianz in der Bewährung. Dt. Verlags-Anstalt, Stuttgart 1999, ISBN 3-421-05289-1.
- Schlüssel zum Frieden: Sicherheitspolitik in einer neuen Zeit, zusammen mit Thomas Enders; Peter Siebenmorgen; Verleger Bonn: Bouvier, 1990, ISBN 3-416-02229-7.
- Alexander Swetschin: Clausewitz. Eine klassische Biographie aus Rußland (= Dümmlerbuch 8215). Übersetzt, eingeleitet und herausgegeben von Olaf Rose und Hans-Ulrich Seidt. Mit einem Geleitwort von Vizeadmiral Ulrich Weisser (Leiter des Planungsstabes des Bundesministers der Verteidigung). Ferd. Dümmlers Verlag, Bonn 1997, ISBN 3-427-82151-X (Bildungsverlag Eins, 1999).